# Храм Успения Пресвятой Богородицы в Бульково
Храм Успе́ния Пресвято́й Богоро́дицы — действующий православный храм в деревне Бульково Жабинковского района Брестской области Беларуси. Приход относится к Жабинковскому благочинию Брестской епархии Белорусской православной церкви. Здание храма, возведённое в конце XIX века, является ярким образцом ретроспективно-русского стиля и внесено в Государственный список историко-культурных ценностей Республики Беларусь как памятник архитектуры регионального значения. Храм представляет собой важный духовный и культурный центр региона, отражающий сложную историю западнобелорусских земель.

## История
Первое документальное упоминание о храме в Бульково относится к 20 сентября 1617 года. В этот период на этом месте существовала деревянная церковь. Исторический контекст того времени позволяет сделать обоснованные предположения о конфессиональной принадлежности прихода. Дата 1617 год наступает всего через 21 год после заключения Брестской унии (1596), по итогам которой на территории Речи Посполитой была учреждена греко-католическая (униатская)церковь. Земли современного Жабинковского района были центром этих событий, и в течение XVII века подавляющее большинство православных приходов региона перешли в унию. Таким образом, крайне вероятно, что деревянная Успенская церковь в Бульково на протяжении XVII—XVIII веков и вплоть до 1839 года являлась униатской.
Ситуация кардинально изменилась после разделов Речи Посполитой и вхождения этих территорий в состав Российской империи. В 1839 году решениями Полоцкого собора униатская церковь на территории империи была упразднена, а её приходы и верующие принудительно присоединены к Русской православной церкви. Этот процесс затронул и приход в Бульково, вернув его в лоно православия. К концу XIX века старинная деревянная церковь пришла в состояние крайней ветхости, что сделало невозможным её дальнейшее использование и послужило причиной для строительства нового, каменного храма.

## Возведение каменного храма в конце XIX века
Строительство нового кирпичного храма на месте обветшавшего деревянного началось в последние годы XIX века. Согласно одним источникам, освящение новопостроенного храма состоялось 31 мая 1896 года. Другие данные указывают на период строительства как 1896—1898 годы. Подобное расхождение в датах является распространённым и, как правило, объясняется тем, что освящение храма могло произойти до полного завершения всех отделочных работ.
Выбор архитектурного стиля для нового храма не был случайным. Здание было возведено в ретроспективно-русском стиле (также известном как псевдорусский), который во второй половине XIX века активно продвигался правительством и Святейшим Синодом Российской империи, особенно в западных губерниях. Этот стиль, подражавший формам московского церковного зодчества XVI—XVII веков, служил мощным идеологическим инструментом. Его задачей было визуально утвердить доминирование русского православия и культурно интегрировать регион, имевший длительную историю в составе Великого княжества Литовского и Речи Посполитой, в общеимперское пространство. Таким образом, постройка Успенской церкви в Бульково стала не просто локальным событием, а отражением масштабной государственной политики, направленной на укрепление позиций империи и православия в западных землях.

## Война и советский период
Двадцатое столетие принесло храму тяжёлые испытания. В 1944 году, во время отступления немецких войск в ходе масштабной советской наступательной операции «Багратион», здание серьёзно пострадало. Отступающие немецкие части взорвали колокольню, что вызвало сильный пожар, уничтоживший значительную часть храма. Это не было актом бессмысленного вандализма, а имело чёткую военную логику: высокая церковная колокольня представляла собой идеальный наблюдательный пункт и позицию для артиллерийских корректировщиков и снайперов. Уничтожая такие объекты, немецкая армия стремилась лишить наступающую Красную армию тактического преимущества.
После войны, в условиях советской действительности, храм не восстанавливался. В 1960 году, в разгар хрущёвской антирелигиозной кампании, православная община в Бульково была снята с официальной регистрации. Формальным поводом для этого послужило «отсутствие молитвенного помещения». Эта формулировка была циничным бюрократическим приёмом: власти использовали послевоенные разрушения, для устранения которых ничего не предпринималось, как легальное основание для ликвидации религиозной общины в рамках государственной атеистической политики.

## Возрождение в конце XX века
Новый этап в истории храма начался в период ослабления и последующего распада Советского Союза. На волне демократических перемен и возрождения религиозной жизни православная община в Бульково была вновь официально зарегистрирована в 1990 году. Сразу после этого силами прихожан начались масштабные ремонтно-восстановительные работы.
Кульминацией этого процесса стало повторное освящение возрождённого храма, которое в 1994 году совершил архиепископ Брестский и Кобринский Константин (Хомич). Окончательно ремонтно-восстановительные работы были завершены в 1995 году. Процесс возрождения Успенской церкви в Бульково стал ярким локальным примером более широкого национально-религиозного ренессанса, охватившего Беларусь и другие постсоветские страны в 1990-е годы, и продемонстрировал стремление людей вернуть и восстановить свои святыни после десятилетий гонений и забвения.

## Архитектура
Свято-Успенская церковь является памятником архитектуры синодального направления ретроспективно-русского стиля. Храм построен из кирпича, а его архитектурные элементы подчёркнуты контрастной бело-жёлтой окраской.
В основе планировочной структуры лежит каноническая для православного зодчества трёхчастная продольно-осевая композиция. Она включает в себя притвор-колокольню, прямоугольный в плане основной объём (молитвенный зал) и пятигранную апсиду, завершающую восточную часть здания.
В силуэте храма доминируют два вертикальных акцента: двухъярусная колокольня, увенчанная шатром с луковичной главкой (маковкой), и приподнятый кубовидный центральный объём, над которым возвышается более крупная луковичная глава на восьмигранном световом барабане.
Фасады храма отличаются богатым декоративным убранством, выполненным средствами фигурной кирпичной кладки. Архитектурный декор включает зубчатые и арочные фризы, угловые колонки, килевидные фронтоны и наличники арочных оконных проёмов. Вход в храм оформлен в виде выразительного арочного перспективного портала.
Некоторые популярные источники упоминают наличие в интерьере старинного резного иконостаса и уникальных росписей XIX века. Однако, учитывая разрушительный пожар 1944 года и последующие 45 лет запустения, сохранность оригинального внутреннего убранства представляется крайне маловероятной. С высокой долей уверенности можно утверждать, что существующий иконостас и росписи являются результатом реставрационных работ 1990—1995 годов, выполненных в стилистике, соответствующей историческому облику храма.

## Современное состояние и статус
В настоящее время храм Успения Пресвятой Богородицы является действующим приходским центром для православных верующих деревни Бульково и окрестностей. Регулярно проводятся богослужения. Настоятелем прихода является иерей Петр Анатольевич Дударчук.
Постановлением Совета Министров Республики Беларусь храм внесён в Государственный список историко-культурных ценностей Республики Беларусь как памятник архитектуры регионального значения. Он является важным объектом не только религиозного, но и культурно-туристического значения, привлекая паломников и путешественников, интересующихся историей и архитектурой Беларуси. Таким образом, сегодня храм выполняет двойную функцию: с одной стороны, он остаётся живым центром духовной жизни местной общины, а с другой — выступает как охраняемый государством объект культурного наследия, свидетельствующий о богатой и сложной истории Брестского региона.